# Marquês de Olhão
Marquês de Olhão é um título nobiliárquico criado em 21 de Dezembro de 1808 pelo Príncipe-Regente D. João em nome da Rainha D. Maria I em favor de D. Francisco de Melo da Cunha de Mendonça e Meneses, 1.º Conde de Castro Marim.
O título de Conde de Castro Marim passou a ser usado pelos herdeiros dos Marqueses de Olhão.

## Marqueses de Olhão (1808)
Título criado por Decreto de 21 de Dezembro de 1808 do Príncipe-Regente D. João em nome da Rainha D. Maria I em favor de D. Francisco de Melo da Cunha de Mendonça e Meneses, 1.º Conde de Castro Marim.

### Titulares

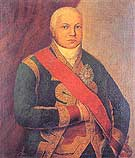
Francisco de Melo da Cunha Mendonça e Meneses, 1.º Conde de Castro Marim e 1.º Marquês de Olhão

1. D. Francisco de Melo da Cunha de Mendonça e Meneses (1760–1821), 1.º conde de Castro Marim
2. D. Pedro de Melo da Cunha de Mendonça e Meneses (1784–1844), 2.º conde de Castro Marim
3. D. José de Melo da Cunha de Mendonça e Meneses (1859–1947)
4. D. Pedro José de Melo da Cunha de Mendonça e Meneses (1898–1998)
5. D. José do Carmo da Cunha de Mendonça e Meneses (1932–2009)
6. D. Pedro José da Cunha de Mendonça e Meneses (1961)

### Armas
Cunha (plenas): campo de ouro com nove cunhas de azul.